# Ovesné mléko

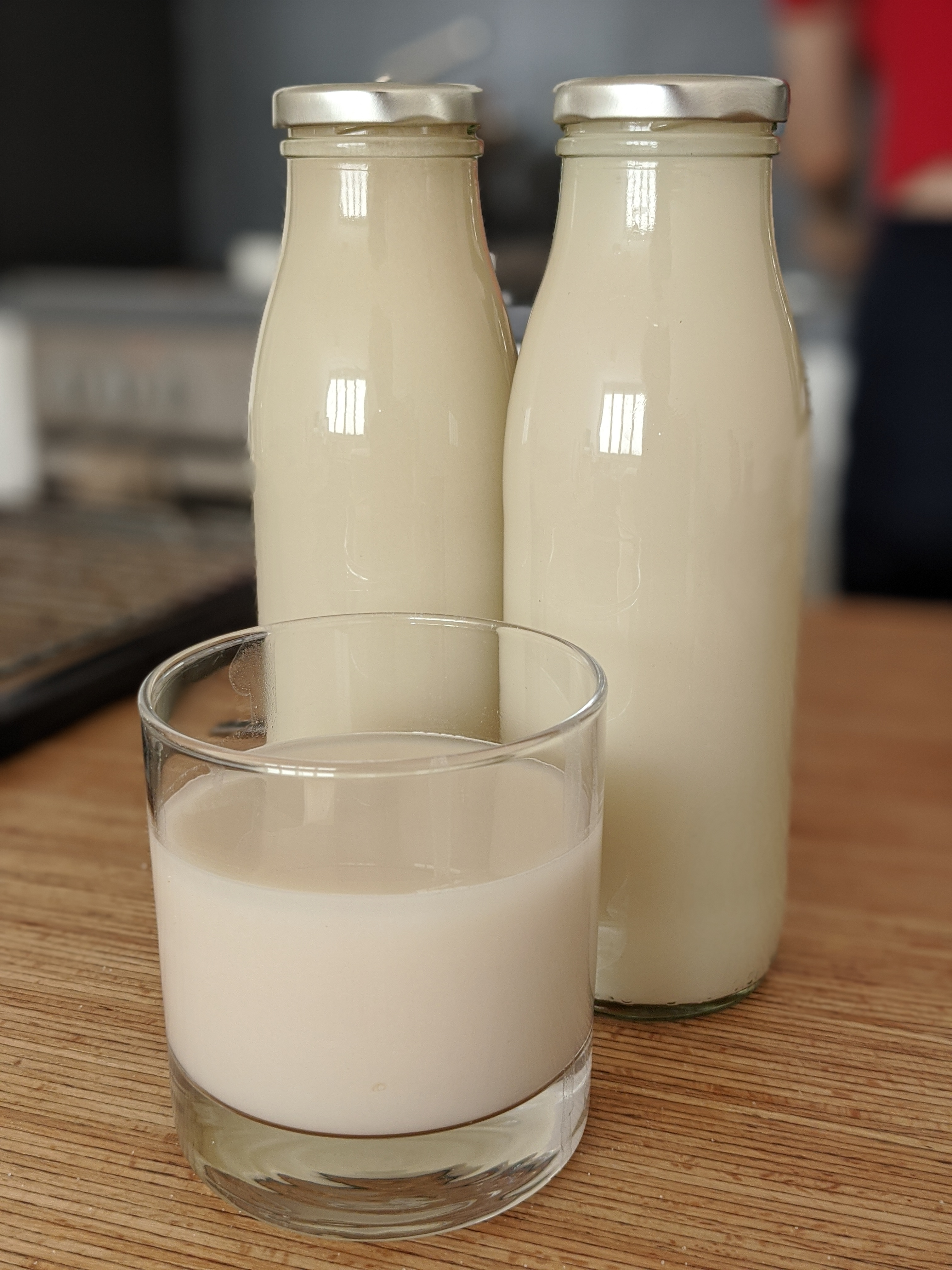
Ovesné mléko

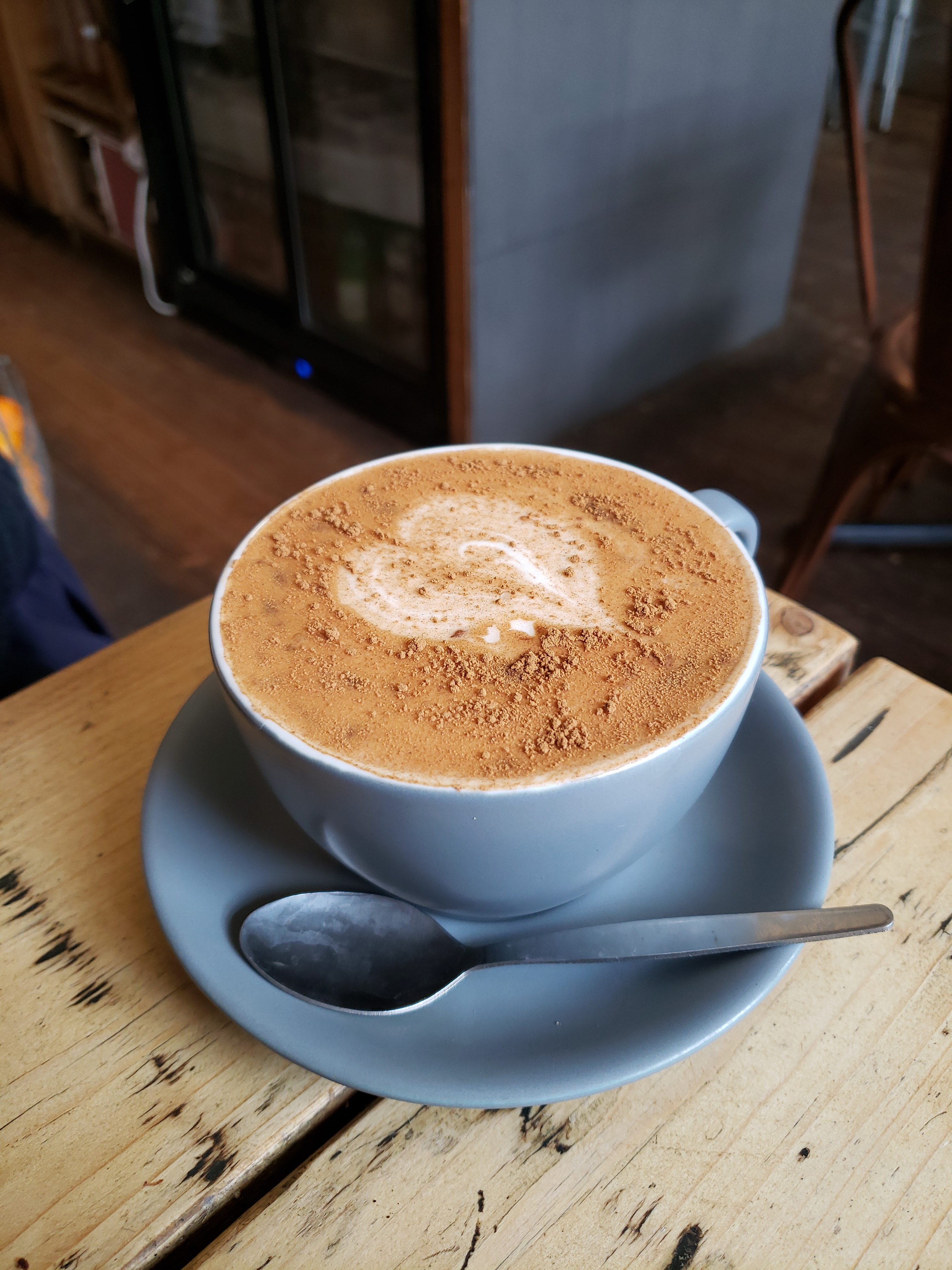
Latte s ovesným mlékem

Ovesné mléko je rostlinné mléko získané z celozrnných ovesných zrn (Avena spp.) extrakcí rostlinného materiálu vodou. Ovesné mléko má krémovou texturu a jemnou chuť podobnou ovesným vločkám a vyrábí se v různých příchutích, například vanilkové či čokoládové, a může být doslazované i neslazené.
Na rozdíl od jiných rostlinných mlék, jejichž původ sahá až do 13. století, ovesné mléko vyvinul v 90. letech 20. století švédský vědec Rickard Öste, zakladatel komerční výroby ovesného mléka Oatly. Do roku 2020 zahrnovaly ovesné mléčné výrobky alternativu smetany do kávy, jogurtu, zmrzliny a čokolády. Ovesné mléko lze konzumovat i jako náhradu mléčných výrobků ve veganské stravě nebo v případě zdravotního stavu, který neumožňuje konzumaci mléčných výrobků, například při intoleranci laktózy nebo alergii na bílkovinu kravského mléka.
Ve srovnání s mlékem a jinými rostlinnými nápoji má ovesné mléko relativně nízký dopad na životní prostředí díky poměrně nízkým nárokům na půdu a vodu při jeho produkci.

## Dějiny

### Vynález ovesného mléka
Sójové mléko a mandlové mléko předcházely všem ostatním alternativním druhům rostlinných mlék, s výjimkou kokosového mléka. Od počátku 20. století se sójové mléko dostalo z Asie do evropských a amerických obchodů s potravinami, zpočátku jako náhražka mléčných výrobků pro lidi trpící intolerancí laktózy. Nárůst spotřeby sójového mléka od jeho globálního rozšíření vytvořil velký trh s rostlinnými nápoji, jehož součástí se stalo i ovesné mléko. Existují záznamy o nápojích na bázi ovsa, které sahají až do 18. století, nicméně jeden z prvních zaznamenaných případů komerčního rostlinného nápoje na bázi ovsa pochází ze začátku 90. let 20. století, kdy Rickard Öste vyvinul ovesné mléko. Öste pracoval jako vědec zabývající se potravinami na Lundské univerzitě ve Švédsku, kde zkoumal intoleranci laktózy a udržitelné potravinové systémy, když tento nápoj vynalezl. Krátce poté Öste založil Oatly, prvního komerčního výrobce ovesného mléka.

### Expanze na trhu s nápoji
Průkopník v oblasti komerční výroby ovesného mléka, společnost Oatly, v roce 2019 prodávala své produkty v sedmi tisících kavárnách a obchodech s potravinami, ale nebyla jediným významným výrobcem ovesného mléka. Ovesné mléko je k dostání v mnoha zemích pod různými značkami.
V roce 2018 se kvůli bezprecedentní poptávce v Evropě a Severní Americe, stalo ovesné mléko několikrát nedostatkovým zbožím. Tato situaci poukázala na silnou spotřebitelskou poptávku po tomto produktu. Aby společnost Oatly uspokojila americkou poptávku, otevřela v dubnu 2019 v New Jersey novou továrnu, která vyrábí 2,8 milionu litrů ovesného mléka měsíčně. V roce 2019 dosáhl maloobchodní prodej ovesného mléka ve Spojených státech 29 milionů dolarů, oproti 4,4 milionu dolarů v roce 2017. Během roku 2020 se prodej ovesného mléka v USA zvýšil na 213 milionů dolarů a stalo se tak druhým nejkonzumovanějším rostlinným mlékem po mandlovém mléce.
Ovesná zmrzlina, výrobky podobné jogurtu a smetana do kávy byly v roce 2019 běžně dostupné. Rozšířily se díky jejich využití v kavárnách Starbucks a růstem na nové trhy, jako je Čína. Růst trhu s ovesným mlékem je částečně připisován jeho relativně nízkému dopadu na životní prostředí, nízkým potřebám půdy a vody a rostoucím veganským stravovacím praktikám v rozvinutých zemích.
V letech 2019 až 2020 se v USA prodej ovesného mléka zvýšil o 303 % na 213 milionů amerických dolarů, přičemž prodej chlazeného ovesného mléka byl téměř desetkrát vyšší než prodej trvanlivého ovesného mléka. Spotřebitelská analýza růstu spotřeby ovesného mléka naznačuje, že jeho růst trhu je odvozen od mléčné chuti, vnímání vlivu na zdraví a environmentální udržitelnosti, což je v kontrastu s vysokou spotřebou vody při pěstování mandlí. Ovesné mléko pění a mísí se s jinými nápoji, jako je káva, podobným způsobem jako mléko. V letech 2020 až 2021 se prodej ovesného mléka v USA zvýšil o 151 % a stalo se druhým nejkonzumovanějším rostlinným mlékem po mandlovém mléce. Dne 20. května 2021 se Oatly, největší světový výrobce ovesného mléka, stala veřejně obchodovatelnou společností na burze NASDAQ s tržní hodnotou 13 miliard amerických dolarů v den vstupu na burzu.

## Výroba

### Zpracování
Výroba ovesného mléka je podobná jako u většiny ostatních rostlinných mlék. Nezpracovaná obilná zrna, jako je oves, jsou kvůli své tvrdé vnější slupce nestravitelná, zpracování je také nutné k přeměně suchých zrn na kapalinu. Postup začíná mletím ovesných zrn, aby se rozlomila jejich vnější slupka. Poté se zrna rozmíchají v teplé vodě a rozemelou na kaši. Kaše se ošetří enzymy a teplem, čímž se vytvoří hustý tekutý ovesný základ.
Namáčení a následná extrakce živin z ovsa má nejpřímější dopad na konečný mléčný produkt. Zvýšení výtěžku v tomto kroku může být podpořeno chemickými katalyzátory, enzymy nebo zvýšením teploty, a to vše za účelem odstranění molekul živin z pevného vedlejšího produktu a jejich začleněním do kapaliny. Chemické katalyzátory zvyšují pH směsi, enzymatické katalyzátory indukují částečnou hydrolýzu proteinů a polysacharidů a vyšší teploty zvyšují rychlost reakce. Oddělení kapaliny od pevného vedlejšího produktu je jednoduchý krok, kterého se dosahuje dekantací, filtrací a odstředěním v odstředivce.
Jakmile je tekutý produkt oddělen, přidáním dalších přísad, jako jsou obohacující vitamíny a minerály nebo sladidla, aromata, soli, oleje a podobné přísady, vzniká konečný produkt. Vzhledem k tomu, že neobohacené ovesné mléko má nižší obsah vápníku, železa a vitamínu A než kravské mléko, musí být tyto živiny přidány, aby konečný produkt mohl být nutriční náhradou kravského mléka. K prodloužení trvanlivosti produktu se používá homogenizace a tepelné zpracování, jako je pasterizace nebo ošetření ultra vysokou teplotou (UHT).

### Problémy při zpracování
Ovesné mléko, stejně jako většina rostlinných mlék, se vyrábí z dezintegrovaných a hydrolyzovaných rostlinných materiálů, což má za následek nejednotnou velikost částic ve srovnání s kravským mlékem. Snížení velikosti částic a zúžení distribuce fyzikálním zpracováním, jako je homogenizace, a použití stabilizátorů, jako jsou hydrokoloidy v kombinaci s jinými emulgátory, jsou běžnými způsoby, jak zlepšit kvalitu produktu.
Dalším problémem, který představuje přirozené složení ovsa, je jeho vysoký obsah škrobu. Obsah škrobu (50 až 60 %) je při ošetření ultra vysokou teplotou náročný kvůli relativně nízké teplotě želatinizace škrobu. Aby se tento problém překonal, výrobci používají enzymatickou hydrolýzu škrobu alfa- a beta-amylázou, které rozkládají škrob na menší polysacharidy bez předchozího želatinizačního chování.
Ovesné mléko obohacené esenciálními mikroživinami může zahrnovat vitamín D, vitamín A, vitamín B12, riboflavin a vápník.

### Veganství a dopad na životní prostředí
Od roku 2015 zájem o rostlinné potraviny v kombinaci s obavami o dobré životní podmínky zvířat a nízký dopad na životní prostředí podnítil spotřebu ovesného mléka. Ve srovnání s živočišným mlékem a jinými rostlinnými mléky produkuje výrobní proces pouze malé množství oxidu uhličitého a žádný metan (tedy má nízké emise skleníkových plynů) a vyžaduje relativně nízkou spotřebu vody a půdy. Výroba ovesného mléka vyžaduje 1/15 množství vody oproti výrobě živočišného mléka a 1/8 množství vody oproti mandlovému mléku.

## Trh
V letech 2017 až 2019 se prodej ovesného mléka v USA zvýšil desetinásobně a Oatly oznámila trojnásobný nárůst celosvětových prodejů. Ve třetím čtvrtletí roku 2024 společnost Oatly oznámila prodej 141 milionů litrů ovesného mléka, což představuje 13% nárůst oproti stejnému období roku 2023. Koncem roku 2020 se trh s ovesným mlékem stal druhým největším mezi rostlinnými mléky v USA, hned po mandlovém mléce, ale překonal prodej sójového mléka. Do roku 2023 byl globální trh s ovesným mlékem oceněn na 3,7 miliardy dolarů a rostl ročním tempem 11,5 %.

## Výživové údaje
V tabulce je porovnán nutriční obsah mateřského, kravského, sójového, mandlového a ovesného mléka.
| Nutriční hodnota v 250 ml | Mateřské mléko | Kravské mléko plnotučné | Sójové mléko neslazené | Mandlové mléko neslazené | Ovesné mléko neslazené |
| ------------------------- | -------------- | ----------------------- | ---------------------- | ------------------------ | ---------------------- |
| Energie, kJ (kcal)        | 720 (172)      | 620 (149)               | 330 (80)               | 160 (39)                 | 500 (120)              |
| Bílkoviny (g)             | 2,5            | 7,69                    | 6,95                   | 1,55                     | 3                      |
| Tuky (g)                  | 10,8           | 7,93                    | 3,91                   | 2,88                     | 5                      |
| Nasycené tuky (g)         | 4,9            | 4,55                    | 0,5                    | 0,21                     | 0,5                    |
| Sacharidy (g)             | 17,0           | 11,71                   | 4,23                   | 1,52                     | 16                     |
| Vláknina (g)              | 0              | 0                       | 1,2                    | 0                        | 2                      |
| Cukry (g)                 | 17,0           | 12,32                   | 1                      | 0                        | 7                      |
| Vápník (mg)               | 79             | 276                     | 301                    | 516                      | 350                    |
| Draslík (mg)              | 125            | 322                     | 292                    | 176                      | 389                    |
| Sodík (mg)                | 42             | 105                     | 90                     | 186                      | 101                    |
| Vitamín B12 (mcg)         | 0,1            | 1,10                    | 2,70                   | 0                        | 1,2                    |
| Vitamin A (IU)            | 522            | 395                     | 503                    | 372                      | -                      |
| Vitamín D (IU)            | 9,8            | 124                     | 119                    | 110                      | -                      |
| Cholesterol (mg)          | 34,4           | 24                      | 0                      | 0                        | 0                      |

Ve srovnání s kravským mlékem má ovesné mléko podobný celkový obsah kalorií na objem tekutiny. Kravské mléko také neobsahuje vlákninu, ale ovesné mléko má 2 g vlákniny na 250 ml. Obsah vápníku a draslíku je srovnatelný, ačkoliv ovesné mléko, stejně jako ostatní rostlinná mléka, může být během výroby obohaceno o specifické živiny. Glykemický index ovesného mléka je 60, kravského mléka 47.

## Použití
Ovesné mléko se používá jako náhrada živočišného mléka při přípravě kávy a ve fermentovaných produktech podobných jogurtu a kefíru. Baristé tvrdí, že ovesné mléko potřebuje méně páry než kravské mléko, pění lépe, je chutné, bohaté a krémové jako kravské mléko a účinně vyvažuje kyselost espressa. Jeho uplatnění se stále více zvyšuje při přípravě kávy ve velkých kavárenských řetězcích.